# Palais Francesco Maria Balbi Piovera
 (février 2024).
Le palais Francesco Maria Balbi Piovera est un bâtiment situé 6 via Balbi dans le centre historique de Gênes. Il a été inscrit le 13 juillet 2006 sur la liste des 42 bâtiments inscrits aux Rolli de Gênes comme site du patrimoine mondial de l'UNESCO. Le bâtiment, également connu sous le nom de Palazzo Raggio du nom de l'armateur qui l'a acheté au XIXe siècle, abrite aujourd'hui la faculté des lettres de l'université de Gênes.

## Histoire et description
Dernier des bâtiments de la via Balbi, il a été construit entre 1657 et 1665 à l'initiative de Francesco Maria Balbi, figure marquante de la famille, impliqué dans de nombreuses activités financières et politiques, qui a chargé le projet de l'architecte Pietro Antonio Corradi (1613-1683) ; cependant, le bâtiment est mieux connu comme la résidence de son neveu Costantino Balbi.

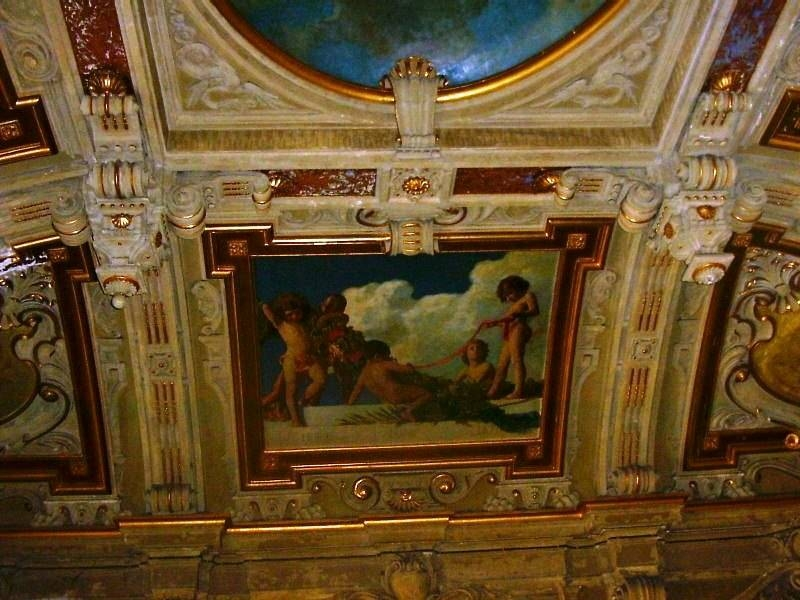
Les décorations de l'escalier

Il a fait l'objet de profondes modifications à partir des premières décennies du XIXe siècle lorsque le nouveau propriétaire, Marcello Luigi Durazzo (secrétaire de l'Académie des Beaux-Arts de Ligustica) a commandé à l'architecte Nicolò Laverneda et aux peintres Michele Canzio, Francesco Baratta et Giuseppe Gaggini de restaurer et décorer le palais.
Des transformations plus radicales eurent lieu sous l'impulsion d'Edilio Raggio, armateur et industriel, qui acheta le bâtiment aux Gropallo en 1870, supprimant tout souvenir du complexe historique de l'hôpital et de l'abbaye de Sant'Antonio Abate qui dominait, au sud au bout du pâté de maisons, la via Pré.
L'architecte Luigi Rovelli, commandé par Edilio Raggio, en plus de démolir en 1881 l'église reconstruite en 1650, procéda à une démolition massive de l'intérieur du palais pour construire de nouvelles salles de réception et ériger un imposant escalier soutenu par des arcs-boutants et des voûtes croisées.
L'une des salles de réception fut décorée par le fresquiste Luigi Gainotti (1859-1940) avec une exaltation de l'activité marchande de Gênes, tandis que la décoration des murs et de la voûte de l'escalier fut confiée en 1883 au peintre Cesare Viazzi (1857-1943) qui créa avec la technique de la détrempe un cycle de sept œuvres célébrant la dynastie des Savoie (L'Italie du peuple, La Monarchie prête allégeance au Statut, L'esclavage les mains liées regarde la coupole de Buonarroti, L'Italie est assise sur le trône de Rome, Les Guerres pour l'Unification de l'Italie rappelées par des putti à festons (2), Putti soutiennent les armoiries de Savoie qui ne sont pas visibles dans le drapeau tricolore italien).
L'œuvre fut appréciée, largement saluée et le journal génois Il Caffaro lui consacra une page entière illustrée, qui fut ensuite accordée pour reproduction au périodique de Novi Ligure La Società.